# Kasseler Sport-Verein Hessen Kassel 2007-2008
Questa voce raccoglie le informazioni riguardanti il Kasseler Sport-Verein Hessen Kassel nelle competizioni ufficiali della stagione 2007-2008.

## Stagione
Nella stagione 2007-2008 l'Hessen Kassel, allenato da Matthias Hamann e Mirko Dickhaut, concluse il campionato di Regionalliga sud al 14º posto.

## Rosa
| N. |                     | Ruolo | Calciatore           |
| -- | ------------------- | ----- | -------------------- |
| 1  | Germania (bandiera) | P     | Dennis Lamczyk       |
| 3  | Germania (bandiera) | D     | Christoph Keim       |
| 4  | Germania (bandiera) | D     | Tobias Willers       |
| 5  | Germania (bandiera) | C     | Sebastian Busch      |
| 6  | Germania (bandiera) | D     | Thorsten Schönewolf  |
| 8  | Germania (bandiera) | C     | Mirko Dickhaut       |
| 9  | Germania (bandiera) | A     | Erich Strobel        |
| 10 | Germania (bandiera) | A     | Thorsten Bauer       |
| 11 | Russia (bandiera)   | C     | Vyacheslav Petrukhin |
| 12 | Germania (bandiera) | P     | Tobias Wolf          |
| 13 | Germania (bandiera) | C     | Daniel Möller        |
| 14 | Germania (bandiera) | C     | Jan Fießer           |
| 15 | Germania (bandiera) | D     | Dominik Suslik       |

| N. |                     | Ruolo | Calciatore       |
| -- | ------------------- | ----- | ---------------- |
| 16 | Croazia (bandiera)  | A     | Mirko Tanjic     |
| 17 | Germania (bandiera) | A     | Sebastian Wojcik |
| 18 | Germania (bandiera) | C     | Daniel Beyer     |
| 19 | Turchia (bandiera)  | D     | Turgay Gölbasi   |
| 20 | Austria (bandiera)  | C     | Denis Berger     |
| 21 | Turchia (bandiera)  | A     | Serdar Bayrak    |
| 22 | Germania (bandiera) | C     | Sebastian Zinke  |
| 23 | Germania (bandiera) | C     | Martin Scholze   |
| 25 | Germania (bandiera) | D     | Michael Kümmerle |
| 29 | Germania (bandiera) | A     | Andreas Haas     |
| 30 | Germania (bandiera) | P     | Oliver Adler     |
| 31 | Germania (bandiera) | C     | Arne Schmidt     |

## Organigramma societario
Area tecnica
- Allenatore: Mirko Dickhaut
- Allenatore in seconda:
- Preparatore dei portieri: Michael Gibhardt
- Preparatori atletici:
- Analisi video:

## Calciomercato

### Sessione estiva
| Acquisti | Acquisti             | Acquisti           | Acquisti |
| R.       | Nome                 | da                 | Modalità |
| -------- | -------------------- | ------------------ | -------- |
| C        | Vyacheslav Petrukhin | VfB Auerbach       |          |
| A        | Serdar Bayrak        | Paderborn          |          |
| P        | Dennis Lamczyk       | Schalke 04         |          |
| C        | Daniel Möller        | Reutlingen         |          |
| A        | Tobias Oliev         | 1. FC Schwalmstadt |          |
| C        | Martin Scholze       | Amburgo II         |          |
| A        | Erich Strobel        | Karlsruhe II       |          |
| A        | Mirko Tanjic         | Baunatal           |          |
| D        | Tobias Willers       | Hannover 96        |          |
| P        | Tobias Wolf          | Borussia Fulda     |          |
| C        | Sebastian Zinke      | Colonia II         |          |

| Cessioni | Cessioni           | Cessioni            | Cessioni |
| R.       | Nome               | a                   | Modalità |
| -------- | ------------------ | ------------------- | -------- |
| A        | Tobias Oliev       | FSC Lohfelden       |          |
| A        | Bulut Aksoy        | Wuppertal           |          |
| D        | Turgay Gölbasi     | Çaykur Rizespor     |          |
| A        | J.César            | Vikt. Aschaffenburg |          |
| C        | Mario Klinger      | Rot-Weiss Essen     |          |
| A        | Michael Mason      | TSG Wattenbach      |          |
| C        | Athanasios Noutsos | Lubecca             |          |
| D        | Kim Schwager       | Energie Cottbus II  |          |
| A        | Murat Turhan       | Energie Cottbus II  |          |
| C        | Martin Wagner      | Vikt. Aschaffenburg |          |

### Sessione invernale
| Acquisti | Acquisti     | Acquisti  | Acquisti |
| R.       | Nome         | da        | Modalità |
| -------- | ------------ | --------- | -------- |
| A        | Andreas Haas | Pirmasens |          |

| Cessioni | Cessioni | Cessioni | Cessioni |
| R.       | Nome     | a        | Modalità |
| -------- | -------- | -------- | -------- |

## Risultati

### Regionalliga

#### Girone di andata
| Arbitro: | Stark |

|           |           |                               |
| Bauer 39’ | Marcatori | 48’ Traub 74’ Welm 89’ Sailer |

| Reutlingen 4 agosto 2007, ore 14:00 CEST 2ª giornata | Reutlingen | 0 – 0 referto | Hessen Kassel | Stadion an der Kreuzeiche (3 600 spett.)\| Arbitro: \| Pflaum \| |
| Arbitro:                                             | Pflaum     |               |               |                                                                  |

| Arbitro: | Kampka |

|                                        |           |  |
| Bauer 55’ (rig.), 59’, 70’ Strobel 81’ | Marcatori |  |

| Francoforte sul Meno 18 agosto 2007, ore 14:00 CEST 4ª giornata | FSV Francoforte | 0 – 0 referto | Hessen Kassel | Frankfurter Volksbank Stadion (3 000 spett.)\| Arbitro: \| Achmüller \| |
| Arbitro:                                                        | Achmüller       |               |               |                                                                         |

| Arbitro: | Kempter |

|                             |           |                               |
| Bauer 22’ (rig.) Fießer 90’ | Marcatori | 25’ Kolomazník 50’ Lechleiter |

| Arbitro: | Leicher |

|  |           |                        |
|  | Marcatori | 42’ Strobel 85’ Fießer |

| Arbitro: | Schalk |

|                               |           |  |
| Bauer 7’ Bayrak 79’ Busch 85’ | Marcatori |  |

| Arbitro: | Schlutius |

|                              |           |  |
| Wohlfarth 12’, 89’ Demir 52’ | Marcatori |  |

| Arbitro: | Walz |

|                                            |           |  |
| Bauer 10’ Schmidt 21’ Berger 26’ Beyer 86’ | Marcatori |  |

| Arbitro: | Hartmann |

|                                                  |           |                              |
| Rogosic 16’ Calamita 43’, 66’ Flum 61’ Grech 90’ | Marcatori | 73’ Scholze 78’ (rig.) Bauer |

| Kassel 6 ottobre 2007, ore 14:00 CEST 11ª giornata | Hessen Kassel | 0 – 0 referto | Siegen | Auestadion (5 800 spett.)\| Arbitro: \| Maier \| |
| Arbitro:                                           | Maier         |               |        |                                                  |

| Arbitro: | Fritz |

|                                                |           |  |
| Nagorny 13’ Hummels 20’ Schwarz 52’ Yılmaz 82’ | Marcatori |  |

| Arbitro: | Seiwert |

|             |           |  |
| Fischer 29’ | Marcatori |  |

| Arbitro: | Hofmann |

|                                |           |  |
| Bauer 7’, 45’ Strobel 73’, 84’ | Marcatori |  |

| Arbitro: | Karle |

|                             |           |                |
| Akwuegbu 48’, 54’ Petry 73’ | Marcatori | 13’, 37’ Bauer |

| Arbitro: | Greth |

|                      |           |               |
| Strohmann 20’ (aut.) | Marcatori | 48’ Strohmann |

| Arbitro: | Schmidt |

|                                       |           |            |
| Galuschka 38’ Schmidt 68’ Teinert 86’ | Marcatori | 65’ Bayrak |

#### Girone di ritorno
| Arbitro: | Valentin |

|           |           |                       |
| Traub 56’ | Marcatori | 21’ Schmidt 70’ Bauer |

| Arbitro: | Brych |

|                           |           |                                            |
| Bauer 46’, 70’ Berger 62’ | Marcatori | 59’ (rig.), 67’ (rig.) Haas 69’ Schipplock |

| Arbitro: | Walz |

|                          |           |                    |
| Schäffler 65’ Schick 83’ | Marcatori | 19’ Haas 90’ Beyer |

| Arbitro: | Christ |

|            |           |         |
| Möller 84’ | Marcatori | 22’ Ulm |

| Arbitro: | Kempter |

|                                                                    |           |                          |
| Villar 2’ Fink 45’ Lechleiter 54’ Rathgeber 59’ Schweinsteiger 74’ | Marcatori | 1’, 82’ Haas 35’ Scholze |

| Arbitro: | Benedum |

|                |           |           |
| Schönewolf 69’ | Marcatori | 4’ Kacani |

| Arbitro: | Kampka |

|                     |           |                  |
| Dragusha 52’ (rig.) | Marcatori | 41’ (aut.) Zepek |

| Arbitro: | Schmidt |

|          |           |               |
| Bauer 9’ | Marcatori | 64’ Wohlfarth |

| Arbitro: | Karle |

|  |           |                     |
|  | Marcatori | 49’ Beyer 50’ Bauer |

| Arbitro: | Fischer |

|                                   |           |            |
| Beyer 19’ Haas 23’ Schönewolf 70’ | Marcatori | 83’ Konrad |

| Arbitro: | Gorniak |

|             |           |           |
| Gallego 87’ | Marcatori | 26’ Bauer |

| Arbitro: | Anklam |

|                                 |           |                                      |
| Bauer 25’ (rig.) Schönewolf 88’ | Marcatori | 18’, 68’ Schwarz 50’ (rig.) Sikorski |

| Arbitro: | Schriever |

|           |           |          |
| Bauer 55’ | Marcatori | 57’ Rudy |

| Arbitro: | Kuhl |

|                                                                                  |           |            |
| Heckenberger 13’ Brosinski 22’ Langkamp 36’ Fetsch 77’ Schnatterer 79’ Akgün 86’ | Marcatori | 29’ Möller |

| Arbitro: | Schößling |

|  |           |                                     |
|  | Marcatori | 47’ Beisel 81’ Akwuegbu 85’ Mintzel |

| Arbitro: | Thielert |

|               |           |  |
| Lapidakis 75’ | Marcatori |  |

| Arbitro: | Fischer |

|             |           |               |
| Willers 58’ | Marcatori | 41’ Galuschka |

## Statistiche

### Statistiche di squadra
| Competizione     | Punti | In casa | In casa | In casa | In casa | In casa | In casa | In trasferta | In trasferta | In trasferta | In trasferta | In trasferta | In trasferta | Totale | Totale | Totale | Totale | Totale | Totale | DR |
| Competizione     | Punti | G       | V       | N       | P       | Gf      | Gs      | G            | V            | N            | P            | Gf           | Gs           | G      | V      | N      | P      | Gf     | Gs     | DR |
| ---------------- | ----- | ------- | ------- | ------- | ------- | ------- | ------- | ------------ | ------------ | ------------ | ------------ | ------------ | ------------ | ------ | ------ | ------ | ------ | ------ | ------ | -- |
| Regionalliga sud | 38    | 17      | 5       | 9       | 3       | 32      | 21      | 17           | 3            | 5            | 9            | 19           | 36           | 34     | 8      | 14     | 12     | 51     | 57     | -6 |
| Totale           | 38    | 17      | 5       | 9       | 3       | 32      | 21      | 17           | 3            | 5            | 9            | 19           | 36           | 34     | 8      | 14     | 12     | 51     | 57     | -6 |

### Andamento in campionato
| Giornata  | 1  | 2  | 3 | 4  | 5  | 6 | 7 | 8 | 9 | 10 | 11 | 12 | 13 | 14 | 15 | 16 | 17 | 18 | 19 | 20 | 21 | 22 | 23 | 24 | 25 | 26 | 27 | 28 | 29 | 30 | 31 | 32 | 33 | 34 |
| --------- | -- | -- | - | -- | -- | - | - | - | - | -- | -- | -- | -- | -- | -- | -- | -- | -- | -- | -- | -- | -- | -- | -- | -- | -- | -- | -- | -- | -- | -- | -- | -- | -- |
| Luogo     | C  | T  | C | T  | C  | T | C | T | C | T  | C  | T  | T  | C  | T  | C  | T  | T  | C  | T  | C  | T  | C  | T  | C  | T  | C  | T  | C  | C  | T  | C  | T  | C  |
| Risultato | P  | N  | V | N  | N  | V | V | P | V | P  | N  | P  | P  | V  | P  | N  | P  | V  | N  | N  | N  | P  | N  | N  | N  | V  | V  | N  | P  | N  | P  | P  | P  | N  |
| Posizione | 15 | 14 | 9 | 12 | 10 | 9 | 5 | 7 | 7 | 7  | 7  | 7  | 9  | 7  | 10 | 10 | 12 | 10 | 11 | 10 | 10 | 11 | 11 | 12 | 12 | 11 | 9  | 10 | 12 | 12 | 15 | 15 | 15 | 14 |

Legenda:

Luogo: C = Casa; T = Trasferta. Risultato: V = Vittoria; N = Pareggio; P = Sconfitta.

### Statistiche dei giocatori
| O. Adler      | 34 | 0  | 1 | 0 |
| T. Bauer      | 34 | 20 | 4 | 0 |
| S. Bayrak     | 22 | 2  | 1 | 0 |
| D. Berger     | 27 | 2  | 6 | 0 |
| D. Beyer      | 26 | 4  | 6 | 0 |
| S. Busch      | 25 | 1  | 4 | 1 |
| M. Dickhaut   | 0  | 0  | 0 | 0 |
| J. Fießer     | 32 | 2  | 5 | 0 |
| T. Gölbasi    | 14 | 0  | 2 | 0 |
| A. Haas       | 14 | 4  | 1 | 0 |
| C. Keim       | 14 | 0  | 3 | 0 |
| M. Kümmerle   | 33 | 0  | 9 | 0 |
| D. Lamczyk    | 1  | 0  | 0 | 0 |
| D. Möller     | 26 | 2  | 6 | 0 |
| T. Oliev      | 2  | 0  | 0 | 0 |
| V. Petrukhin  | 1  | 0  | 1 | 0 |
| A. Schmidt    | 26 | 2  | 3 | 0 |
| M. Scholze    | 20 | 2  | 1 | 0 |
| T. Schönewolf | 22 | 3  | 5 | 0 |
| E. Strobel    | 22 | 4  | 3 | 0 |
| D. Suslik     | 10 | 0  | 0 | 2 |
| M. Tanjic     | 5  | 0  | 0 | 0 |
| T. Willers    | 29 | 1  | 4 | 0 |
| S. Wojcik     | 4  | 0  | 0 | 0 |
| T. Wolf       | 0  | 0  | 0 | 0 |
| S. Zinke      | 27 | 0  | 5 | 0 |